# Критерій Шухова
Критерій Шухова (рос. критерий Шухова;  англ. Shuchov criterion; нім. Schuchow-Kriterium n) – критерій, який характеризує співвідношення теплоти, що передається від потоку в довкілля, до теплоти, яка переноситься потоком, і виражається формулою:
Shu = πKDL / Gρcp
де K – повний коефіцієнт теплопередачі від потоку в довкілля, Вт/(м2•К);
D, L – внутрішній діаметр і довжина трубопроводу, м;
x – відстань від початку трубопроводу, м;
G, ρ, ср – відповідно об’ємна витрата (м3/с), густина рідини (кг/м3) і питома теплоємність рідини при постійному тиску, Дж/(кг•К).